# Anastasio Somoza García
Anastasio „Tacho“ Somoza García (1. února 1896 – 29. září 1956) byl nikaragujský politik, oficiálně 21. prezident Nikaraguy od 1. ledna 1937 do 1. května 1947 a od 21. května 1950 do 29. září 1956, ale vládl jako diktátor od roku 1936 až do své smrti následkem atentátu. Anastasio Somoza založil rod Somozů, který si 42 let udržoval jako rodinná diktatura absolutní moc nad Nikaraguou.
Somoza, syn bohatého producenta kávy, dostal vzdělání ve Spojených státech. Po svém návratu do Nikaraguy pomohl sesadit prezidenta Adolfa Díaze. Stal se ministrem zahraničí a získal hodnost generála. S pomocí americké námořní pěchoty, která v té době okupovala Nikaraguu, se Somoza stala hlavou Národní gardy. To mu dalo mocenskou základnu k tomu, aby z prezidentského úřadu svrhl strýce své manželky Juana Bautistu Sacasu a v roce 1937 se stal prezidentem. V roce 1947 ho v úřadě prezidenta vystřídal jeho spojenec Leonardo Argüello, ale Somoza stále držel moc.
Měsíc poté, co byl jeho nástupce uveden do úřadu, Somoza použil armádu k provedení puče. Prezident byl parlamentem prohlášen za „neschopného vykonávat úřad“ a místo něj sloužil Somoza. Ten se pak vrátil do úřadu v roce 1951, dohodl se s konzervativci a železnou rukou ovládal svou vlastní liberální stranu; nečelil tedy žádné opozici. To mu dalo možnost, aby nashromáždil obrovské osobní jmění. 
V roce 1954 se nepřímo podílel na státním převratu v Guatemale a na operaci Washtub, které připravila americká CIA.
Dne 21. září 1956 byl postřelen básníkem Rigobertem Lópezem Pérezem. Smrtelně raněný byl letecky převezen do Panamského průplavovévho pásma, kde o týden později zemřel. Jeho nejstarší syn Luis Somoza Debayle, který byl v době otcovy smrti předsedou sněmovny, převzal vládu, v roce 1957 byl sám zvolen do funkce prezidenta a vláda rodiny Somozů pak pokračovala až do roku 1979.